# Chen Yuxi
Chen Yuxi (chinês tradicional: 陳芋汐, chinês simplificado: 陈芋汐; Xangai, 11 de setembro de 2005) é uma saltadora chinesa, campeã olímpica.

## Carreira
Chen conquistou a medalha de ouro nos Jogos Olímpicos de Verão de 2020 em Tóquio na prova de plataforma 10 m sincronizado feminino, ao lado de Zhang Jiaqi, após somarem 363.78 nos cinco saltos. Na mesma edição, também ficou com a prata no plataforma 10 m individual, com a pontuação de 425.40.
Em 27 de junho de 2022, obteve o título da plataforma dez metros no Campeonato Mundial em Budapeste. Três dias depois, junto com Quan Hongchan, foi campeã da plataforma dez metros sincronizado no mesmo evento.
Em 16 de julho de 2023, a dupla ganhou novamente o ouro na plataforma dez metros sincronizado no Mundial em Fukuoka. Três dias depois, Chen ficou no topo do pódio na plataforma dez metros no mesmo evento.